# スナビキソウ (曲)
「スナビキソウ」は、NHKの音楽番組『みんなのうた』で、2021年8月 - 9月に放送された楽曲。作詞：Soflan Daichi、作曲：安岡洋一郎、歌：遥海。

## 概要
2021年8月6日に配信リリースされた。
曲は、厳しい環境の中でも諦めずに自分のやるべきことをする人々の姿と、環境が厳しい砂浜でも健気に咲く白くて可憐なスナビキソウの姿と重なるように制作されている。また、これは歌手の遥海自身のストーリーを映しだしている。